# Lamiales
Lamiales is een botanische naam, voor een orde van tweezaadlobbige planten: de naam is gevormd uit de familienaam Lamiaceae. Een orde onder deze naam wordt vrij algemeen erkend door systemen voor plantentaxonomie.
In het APG II-systeem (2003) bestaat de groep uit de volgende families:
- orde Lamiales
  - familie Acanthaceae (Acanthusfamilie)
  - familie Bignoniaceae (Trompetboomfamilie)
  - familie Byblidaceae
  - familie Calceolariaceae
  - familie Carlemanniaceae
  - familie Gesneriaceae
  - familie Lamiaceae (Lipbloemenfamilie)
  - familie Lentibulariaceae (Blaasjeskruidfamilie)
  - familie Martyniaceae (Gemzehoornfamilie)
  - familie Oleaceae (Olijffamilie)
  - familie Orobanchaceae (Bremraapfamilie)
  - familie Paulowniaceae
  - familie Pedaliaceae (Sesamfamilie)
  - familie Phrymaceae
  - familie Plantaginaceae (Weegbreefamilie)
  - familie Plocospermataceae
  - familie Schlegeliaceae
  - familie Scrophulariaceae (Helmkruidfamilie)
  - familie Stilbaceae
  - familie Tetrachondraceae
  - familie Verbenaceae (IJzerhardfamilie)

Dit is een lichte verandering ten opzichte van het APG-systeem (1998) dat deze samenstelling hanteerde:
- orde Lamiales
  - familie Acanthaceae
  - familie Avicenniaceae
  - familie Bignoniaceae
  - familie Buddlejaceae
  - familie Byblidaceae
  - familie Cyclocheilaceae
  - familie Gesneriaceae
  - familie Lamiaceae
  - familie Lentibulariaceae
  - familie Myoporaceae
  - familie Oleaceae
  - familie Orobanchaceae
  - familie Paulowniaceae
  - familie Pedaliaceae

[+ familie Martyniaceae ]
  - familie Phrymaceae
  - familie Plantaginaceae
  - familie Schlegeliaceae
  - familie Scrophulariaceae
  - familie Stilbaceae
  - familie Tetrachondraceae
  - familie Verbenaceae

NB: de familie tussen "[+ ...]" is optioneel
Dit is slechts een gering verschil met APG II omdat de planten van de familie Buddlejaceae ingevoegd zijn bij de familie Scrophulariaceae, en die van de familie Avicenniaceae bij de familie Acanthaceae.
In het Cronquist-systeem (1981), waar de orde geplaatst was in diens onderklasse Asteridae, was de samenstelling enigszins anders:
- orde Lamiales
  - familie Boraginaceae
  - familie Lamiaceae
  - familie Lennoaceae
  - familie Verbenaceae

De orde volgens APG is dus veel groter dan die bij Cronquist; in het algemeen gesproken zijn ordes bij Cronquist kleiner. In dit geval werden de planten die bij APG hier elkaar gezet worden door Cronquist ingedeeld in de ordes Lamiales en Scrophulariales.
Vergelijk ook de orde Tubiflorae in het Wettstein-systeem.